# Латынина, Юлия Леонидовна
Ю́лия Леони́довна Латы́нина (род. 16 июня 1966, Москва, СССР) — российская журналистка, писательница, теле- и радиоведущая, колумнистка.
Автор романов в жанрах политической фантастики и политико-экономического детектива. В журналистике известна как политический обозреватель и экономический аналитик. С 2003 по 2022 год являлась ведущей авторской программы «Код доступа» на радиостанции «Эхо Москвы». В настоящее время развивает собственный YouTube-канал.
Кандидат филологических наук. В сентябре 2017 года из-за угроз эмигрировала из России.

## Биография
Отец — поэт и прозаик Леонид Александрович Латынин, мать — литературный критик и журналист Алла Николаевна Латынина.
В 1988 году окончила Литературный институт им. М. Горького. В 1992 году в Институте мировой литературы имени А. М. Горького под научным руководством доктора филологических наук, профессора Вячеслава Всеволодовича Иванова защитила диссертацию на соискание учёной степени кандидата филологических наук по теме «Литературные истоки антиутопического жанра» (специальность 10.01.05 — Литература стран Западной Европы, Америки и Австралии). Официальные оппоненты — доктор филологических наук Г. Д. Гачев и кандидат филологических наук А. П. Шишкин. Ведущая организация — Российский государственный гуманитарный университет.
В ряде источников указывается, что она окончила аспирантуру Института славяноведения и балканистики РАН. На странице сайта радиостанции «Эхо Москвы», посвящённой журналистке, указывается, что она была научным сотрудником Института экономики переходного периода. Однако Латынина опровергла эти утверждения в одной из передач на «Эхе Москвы», заявив, что «никогда не защищалась в Институте славяноведения и балканистики и никогда не работала в Институте Гайдара».
В журналистике специализировалась на экономике.
В разные годы работала корреспондентом, а затем автором передачи «Рублёвая зона» на канале НТВ (2000), соведущей программы «Другое время» на канале ОРТ (2001—2002), автором и ведущей программы «Есть мнение» на канале ТВС (2002—2003),
ведущей итогового выпуска «24» на «Ren-TV» (2003),
автором рубрики «Своими словами» в передаче «Неделя» на канале Ren-TV (2003—2004),
экономическим обозревателем в газетах «Сегодня» (1995) и «Известия» (1995—1997), в журнале «Эксперт» (1997—1998),
в ежемесячнике «Совершенно секретно» (1999—2000), в «Еженедельном журнале» (2003—2004),
в газете «Коммерсантъ» (2006—2007),
колумнистом электронных изданий «Ежедневный журнал» (2005—2015) и Газета.ру (2006—2013). С 2001 года является сотрудником «Новой газеты». С 2003 по 2022 год являлась автором программы «Код доступа» на радиостанции «Эхо Москвы» и телеканале RTVi. С 2018 года развивает собственный YouTube-канал, который содержит записи программ для «Эха Москвы», а также авторские интервью и стримы, насчитывающий на июнь 2023 года более 779 тысяч подписчиков и 216 млн просмотров.
Проживала в Московской области. В 2010 году сообщала, что живёт в Баковке; в 2017 году — в загородном доме в посёлке Переделкино. После того, как в сентябре 2017 года неизвестные сожгли её автомобиль, Латынина вместе с родителями уехала из России и заявила, что не собирается возвращаться.
9 сентября 2022 года Минюст России внёс Латынину в список физических лиц — «иностранных агентов».
20 июля 2025 года попала под санкции Украины за «участие в информационных кампаниях, направленных на подрыв обороноспособности Украины, продвижение антиукраинских нарративов и легитимизацию вооружённой агрессии РФ».

## Взгляды и предпочтения
По политическим взглядам относит себя к либертарианцам.
В 1994—2000 годах состояла в партии «Демократический выбор России». В 2004 году стала одним из учредителей «Комитета 2008».

Указывает на недостатки всеобщего избирательного права. По её мнению, голосовать должны иметь право только те, кто платит налоги в казну государства «хотя бы на рубль больше, чем получает пособий», то есть только настоящие налогоплательщики, а не «социальные халявщики».
Долгое время отрицала глобальное потепление, считая фейком график температуры «хоккейная клюшка» Майкла Манна. Ответные статьи опубликовал А. В. Чернокульский, являющийся старшим научным сотрудником лаборатории теории климата Института физики атмосферы им. А. М. Обухова РАН. «Ничего не понимающая в теме Латынина объявляет фейком целое научное направление», — писал в связи с этим член Комиссии по борьбе с лженаукой научный журналист А. Сергеев. И лишь 24 декабря 2022 года в программе «Код доступа» Юлия Латынина заявила, что «глобальное потепление реально существует».
Участница конгресса «Украина — Россия: диалог», прошедшего 24—25 апреля 2014 года в Киеве.
Лучшими книгами для тех, кто занимается государственным управлением, считает «Трактат о военном искусстве» Сунь-Цзы, «Государя» Макиавелли, «Архипелаг ГУЛАГ» Солженицына и «Дорогу к рабству» Фридриха фон Хайека.
Любимая книга Юлии Латыниной — китайский роман XIV века «Речные заводи» Ши Найаня.
В мае 2019 года, в программе «Код доступа», решила подытожить свое отношению к происходящему 9 мая в России: «Мне кажется, что происходит кощунство. Это узаконенное кощунство — эти пляски, парады, танцы с бубнами с криком „Можем повторить!“ Это вот как если бы евреи радостно отмечали Холокост с криком „Можем повторить!“».
В начале эпидемии COVID-19 высказывалась против вмешательства государства:
И я одно могу сказать, что самое лучше будет, если Российское государство не будет бороться с коронавирусом, потому что у Российского государства руки из жопы растут и лучше бы оно ничего не делало, чтобы убедить нас, что оно что-то может сделать. Мы лучше сами переболеем. Пожалуйста, не трогайте нас.

Судя по всему, эпидемию коронавируса в России не будут — не считая косметических мер — сдерживать. Коронавирус убивает стариков и больных, а не молодых и здоровых. Старики и больные вымрут по максимально жесткому варианту, и в стране быстро сформируется иммунная прослойка с минимальными для экономики потерями. Кстати, с точки зрения экономики это — совершенно правильная стратегия.
В Карабахском конфликте заняла проармянскую позицию.

### Позиция по российско-украинской войне
С начала российского вторжения проводила эфиры со сторонниками и представителями Украины (Алексей Арестович, Михаил Подоляк и другие) и осуждали полномасштабное вторжение. публиковала блоги в украинских изданиях. В своих эфирах на ютуб-канале прогнозировала Путину поражение и высмеивала российскую армию.
Изучая колонки Юлии Латыниной для «Новой газеты-Европа» аналитик Института демократии имени Филиппа Орлика Наталья Стеблина обнаружила, что с осени 2023 г. по ряду вопросов в позиции автора произошёл перелом:
- Вопрос мирных переговоров («России не нужен мир» -> «Зеленский в апреле 2022 г. был обязан согласиться на мирные предложения России»)
- Статус Крыма (критика предложений по заморозке этого конфликта -> озабоченности угрозой прибывших туда после 2014 г. россиян из-за отдельных заявлений украинских чиновников и комментариев в соцсетях).
- противоборствующие стороны (одобрение действий РДК и Легиона Свобода -> критика, сомнения в их эффективности и призыв не поддерживать, одобрение операций ВСУ -> внимание на пробелмах коррупции и бусификации, из-за содеянного в Буче и мариуполе -> негативное отношение к тезису «все российские военные — преступники», которые по её версии навязаня пропагандой украинских национал-деколонизаторов)

В ходе дебатов в июне 2025 г. о нападении Израиля на Иран на youtube-канале «Живой гвоздь» отвечая на вопрос слушателя, почему она поддерживает Израиль и одновременно призывает к скорейшим переговорам между Россией и Украиной, заявила: Я не призываю к скорейшим переговорам между Россией и Украиной. Точка. Я считаю, что эта война должна дойти до своего логического конца […] Украина в её нынешнем виде представляет собой […] чрезвычайный исторический вызов существованию исторической России. Нейтральная Украина, Украина многонациональная, Украина, которая помнит свои российские корни… и помнит свои украинские корни — это то что можно приветствовать двумя руками. Украина, проект который называется ’Галичина от реки до моря’, он действительно очень похож на проект ’Палестина от реки и до моря’ и да, он представляет собой стратегическую опасность России".
После перемены позиции ряд украинских изданий, активно звавших её в свой эфир, удалили опубликованные с нею интервью и стали выпускать её разоблачения.
С февраля 2022 года, после вторжения России на территорию Украины, стала участником Антивоенного комитета России. После заявлений на «Живом Гвозде» её упоминание пропало с сайта организации, по её собственным словам — приостановила членство до сентября из-за нежелания подставлять организацию.
Отметилась нападками на украинское гражданское общество и независимые медиа, обвиняя их в грантоедстве.

## Литературная деятельность
Юлия Латынина публикуется как прозаик с 1990 года. Первые её книги выходили под псевдонимом Евгений Климович, впоследствии переиздавались под её собственным именем. Она одинаково выступает как в жанре остросюжетной детективно-приключенческой прозы на российском материале, так и в фантастике.
Публиковалась в журналах «Октябрь», «Дружба народов», «Звезда», «Новый мир», «Знамя», «Знание — сила», «Век XX и мир», Грани.
С 1995 года состоит в Союзе писателей Москвы.

### Произведения
Произведения Латыниной написаны в нескольких различных жанрах приключенческого направления, причём некоторые составляют литературные циклы — в частности, «Бандит», «Вейская империя», трилогия «Охота на изюбря» (экономико-производственный детектив) и «Кавказский цикл».
Самое известное произведение Латыниной — приключенческий бестселлер «Охота на изюбря», по которому в 2005 году был снят одноимённый фильм. Суммарный тираж книги составил более 100 тысяч экземпляров.
| Год публикации | Название                                          | Жанр                    | Цикл                       |
| -------------- | ------------------------------------------------- | ----------------------- | -------------------------- |
| 1990           | «Повесть о Святом Граале»                         | Фантастика              |                            |
| 1991           | «Дело о пропавшем боге» («Иров день»)             | Фантастический детектив | Вейская империя            |
| 1994           | «Клеарх и Гераклея» (Греческий роман)             |                         |                            |
| 1994           | «Проповедник»                                     | Фантастика              |                            |
| 1995           | «Бомба для банкира»                               | Детектив                | Бандит                     |
| 1996           | «Повесть о благонравном мятежнике»                | Фантастика              |                            |
| 1996           | «Колдуны и министры» («Колдуны и империя»)        | Фантастический детектив | Вейская империя            |
| 1996           | «Сто полей»                                       | Фантастика              | Вейская империя            |
| 1996           | «Повесть о Золотом Государе»                      | Фантастика              | Вейская империя            |
| 1996           | «Бандит»                                          |                         | Бандит                     |
| 1997           | «Здравствуйте, я Ваша „крыша“, или новый Аладдин» | Фантастический боевик   |                            |
| 1999           | «Охота на изюбря»                                 | Детектив                | Охота на изюбря            |
| 1999           | «Инсайдер»                                        | Фантастический детектив | Вейская империя            |
| 1999           | «Повесть о государыне Кассии»                     | Фантастика              | Вейская империя            |
| 1999           | «Дело о лазоревом письме»                         | Фантастический детектив | Вейская империя            |
| 1999           | «Разбор полётов» («Ни дня без работы»)            | Детектив                | Бандит                     |
| 2000           | «Саранча»                                         | Детектив                | Бандит                     |
| 2000           | «Стальной король» («Развод с подставой»)          | Детектив                | Охота на изюбря            |
| 2001           | «Ничья»                                           | Детектив                |                            |
| 2003           | «Промзона»                                        | Детектив                | Охота на изюбря            |
| 2004           | «Только голуби летают бесплатно»                  | Детектив                |                            |
| 2005           | «Джаханнам, или До встречи в Аду»                 | Боевик                  | Кавказский цикл            |
| 2005           | «Ниязбек»                                         | Боевик                  | Кавказский цикл            |
| 2007           | «Земля войны»                                     | Боевик                  | Кавказский цикл            |
| 2007           | «Нелюдь»                                          | Фантастический роман    |                            |
| 2009           | «Не время для славы»                              | Боевик                  | Кавказский цикл            |
| 2010           | El caos del Caucaso                               |                         |                            |
| 2012           | «Русский булочник. Очерки либерал-прагматика»     | Сборник статей          |                            |
| 2018           | «Иисус. Историческое расследование»               | Публицистика            | Историческое расследование |
| 2019           | «Христос с тысячью лиц»                           | Публицистика            | Историческое расследование |
| 2025           | «Сотворение Бога»                                 | Публицистика            | Историческое расследование |

### Публикации в периодике
художественные
- Повесть о святом Граале // Истоки : альманах. — М.: Мол. гвардия, 1990. — С. 110—127.
- Клеарх и Гераклея // Дружба народов. — № 1. — 1994.
- Проповедник // Знание — сила. — № 7—12. — 1994.
- Повесть о благонравном мятежнике // Звезда. — № 3. — 1996.

литературоведческие исследования
- В ожидании Золотого века (от сказки к антиутопии) // Октябрь. № 6. 1989.
- Два авангарда // Грани. № 156, 1990.
- Уроки «Вех» // Знание — сила. № 2. 1991.
- Собственность есть кража? // Знание — сила. № 6. 1991.
- Время разбирать баррикады, (совместно с А. Н. Латыниной). // Новый мир. № 1. 1992.
- Возроптавший Улей, или некоторые возражения против национализации добродетели (О Б. Мандевиле) // Знание — сила. № 1. 1992.
- Первая среди равных. Спартанские смуты 244—192 гг. до н. э. // Знание — сила. № 4. 1992.
- Социализм: Феномен XX века или подсознание культуры? // Новый круг. № 3. 1992.
- Атавизм социальной справедливости. // Век XX и мир. № 5. 1992.
- Золотой Телец: идол или жертва // Независимая газета, 9.07.1992.
- Колесо истории и колесо Фортуны // Независимая газета, 30.10.1992
- Waiting for the Golden Age // Glas. № 3. 1992
- Folklore and Newspeak // Poetics Journal. 1990

### Публикации отдельными книгами
Книги Латыниной выпускаются с 1991 года разными издательствами. С 2009 года все книги выпускаются издательством «АСТ». Серия «Историческое расследование» издаётся в издательстве ЭКСМО.
Общий тираж публикаций отдельных книг превышает 730 тысяч экземпляров. Наибольшим тиражом отдельной книги было издание в 1999 году романа «Охота на изюбря» — 51 тысяча экземпляров.
В 2018 году вышла книга Латыниной «Иисус. Историческое расследование». Журналист Александр Невзоров высказал следующее мнение о данной публикации: «Без сомнения, данная работа является лучшей в этом непростом жанре. Я уверен, что труд Латыниной станет классикой. Помимо своего фактологического богатства — она (книга) смертоносно логична и блестяще написана». Директор Музея истории евреев в России, писатель и журналист Сергей Устинов сравнил написанное, ссылки на источники с самими источниками и обнаружил, что выводы, сделанные в книге Латыниной, расходятся с источниками, на которые даются ссылки. Библеист Глеб Ястребов критически оценил научный уровень Латыниной при работе над книгой, отметив, что «то, что она читала хотя бы некоторые научные труды, пусть старые, весьма похвально, как и сам интерес к теме», хотя «если учесть её претензии, увы, книга на удивление провинциальна». Кроме того он отметил, что «признаков невежества, увы, столь много, что перечислить даже десятую часть невозможно: „ляпы“, упрощения и натяжки идут густой чередой» и что «по современным меркам, её подход во многом докритический, я бы даже сказал, донаучный», а также указал, что «ясно, что Библию Латынина не знает, и ни один отрывок разобрать не в состоянии», а её «конспирологические интерпретации смехотворны», и подытожил, что «книга, начавшаяся с более-менее приемлемого пересказа серьёзных учёных, во второй половине превращается в продукт, который ниже не только научного, но и среднего дилетантского уровня». Также, ранее, Ястребов указал, что у Латыниной «познания в иврите явно нулевые, но держится с апломбом и время от времени объясняет (не всегда верно), где и как надо переводить», хотя и отметил, что «всё-таки до определённого момента она более-менее следует научной канве».

### Экранизации
- 2005 — «Охота на изюбря»
- 2007 — «Промзона»

## Награды и премии

### Премии за работу в журналистике
Лауреат премий имени Голды Меир (1997), Александра II (1997) за работы в области экономической журналистики, Ассоциации русскоязычных писателей Израиля (1997). Лауреат премии имени Герда Буцериуса «Молодая пресса Восточной Европы» (2004).
В 1999 году «Русский биографический институт» удостоил Юлию Латынину звания «Человек года» «за успехи в экономической журналистике».
17 ноября 2007 года на Сицилии Юлии Латыниной вручили международную журналистскую премию им. Марии Грации Кутули — итальянской журналистки, убитой в Афганистане. Премия учреждена крупнейшей итальянской газетой Corriere della Sera и вручается журналистам за лучшие расследования.

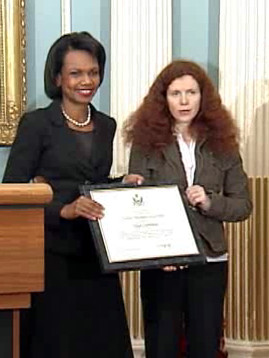
Кондолиза Райс вручает Юлии Латыниной премию «Защитник свободы»

8 декабря 2008 года была удостоена премии «Защитник свободы», учреждённой госдепом США. Премию Латыниной вручала лично госсекретарь США. По словам Кондолизы Райс:

Юлия разоблачала коррупцию и злоупотребления государственных чиновников, а также вопиющие нарушения прав человека, совершаемые как органами власти, так и частными лицами, особенно на Северном Кавказе. Открыто выступала в защиту своих коллег-журналистов, заблокированных в условиях растущей самоцензуры или вынужденного молчания.
Оригинальный текст (англ.)Yulia has exposed corruption and abuses of authority among government officials as well as egregious human rights violations by both government authorities and private actors, particularly in the North Caucasus. With great bravery, she has been outspoken in the defense of besieged fellow journalists at a time of growing self-censorship or forced silence

8 сентября 2017 года стала лауреатом премии Союза журналистов России «Камертон» имени Анны Политковской.

### Премии за литературное творчество
- В 1995 году повесть Латыниной «Проповедник» стала финалистом премии «Странник»[65]. В 2000 году финалистом той же премии стала «Повесть о государыне Кассии»[66].
- В 1995 году роман «Клеарх и Гераклея» стал номинантом премии «Русский Букер»[67].
- В 1999 году — лауреат премии «Мраморный фавн» за романы цикла «Вейская империя»[68].
- В 2000 году Латынина стала финалистом «Семигранной гайки» — Международной премии в области фантастической литературы имени Аркадия и Бориса Стругацких за роман «Инсайдер»[69]. Борис Стругацкий назвал книгу «принципиально новым романом»[70].
- В 2006 году романы «Ниязбек» и «Земля войны» из кавказского цикла номинировались на премии «Русский Букер» и «Национальный бестселлер» соответственно[71][72].

## Отзывы и рецензии
Высокого мнения о Латыниной как о журналисте придерживались писатель Дмитрий Быков, адвокат Юрий Шмидт, литературный критик Ирина Роднянская, поэт и обозреватель Виктор Топоров. В 2008 году Дмитрий Быков заявлял: «Юлия Латынина в сегодняшней России — журналист номер один».
Литературные критики дали высокую оценку Латыниной как писателю, сравнивая её с Александром Дюма, братьями Стругацкими, Джоном Гришемом, Фредериком Форсайтом и Джоном ле Карре.
Роман «Инсайдер» вошёл в рейтинг ТОП-20 книг XXI века от писателя Александра Мазина — «книг, без которых просто нельзя идти по жизни», составленного им по заказу издательства «Астрель-СПб». Писательница детективов Дарья Донцова рекомендует «великолепные романы Латыниной» тем, кто интересуется экономикой.
Наиболее высоких оценок критиков удостоился остросюжетный роман «Охота на изюбря»:

Это какая-то невиданная смесь экономического детектива и историко-приключенческого романа в духе Дюма-отца. Я рискнул бы предсказать этому жанру большое будущее, если бы знал, кто, кроме Юлии Латыниной, способен в нём работать.— Александр Привалов

Для меня Латынина, прежде всего, писатель. Причем я её считаю одним из лучших писателей современности. Ну и есть сфера, где я её считаю абсолютно лучшим писателем наших дней. Она написала лучший производственный роман последнего десятилетия. Вернее, даже не роман, а трилогию.
Последний роман, который хотел написать Фадеев, должен был называться «Чёрная металлургия». Фадеев этот роман написать не успел. И всё же через пятьдесят лет Латынина осуществила то, что хотел сделать Фадеев. Латынина написала трилогию, которую я бы так и назвал, «Чёрная металлургия».
…
Я очень долго ждал удавшегося производственного романа, потому что считаю людей дела достойными талантливых романов. И дождался именно у Латыниной.— Дан Дорфман
Татьяна Москвина в рецензии на литературное творчество Латыниной пишет, что Латынина принадлежит к редкому типу женщин, напоминающих Москвиной Жанну д’Арк, которые, обладая острым аналитическим умом, могут быть наравне с мужчинами в серьёзных вопросах государственного значения. По мнению Москвиной, Латынина — несостоявшаяся Кондолиза Райс, излагающая свои идеи в литературной форме.

## Критика
Освещение журналисткой событий в Грузии и Южной Осетии, в том числе и войны в августе 2008 года, подверглось резкой критике, оппоненты Юлии Латыниной считали её необъективной и тенденциозной. В частности, во время войны она в прямом эфире заявила, что грузинской армии было «очень тяжело высадить десант достаточно далеко в тылу врага». По словам главного редактора «Эха Москвы» Алексея Венедиктова, эти высказывания и были предъявлены Владимиром Путиным в качестве одной из претензий к освещению конфликта радиостанцией. Основные осетинские средства массовой информации (в том числе и непосредственно связанные с правительством Южной Осетии) обвиняли её в «осетинофобии», в распространении заведомо ошибочных сведений и предвзятости, основанной на крайней проамериканской, антиосетинской и антироссийской позиции; в необоснованных обвинениях абхазов и осетин одновременно с идеализацией Грузии и её властей. Она подвергалась резкой критике также за, по мнению осетинских СМИ, изображение осетинского общества как агрессивного, отсталого и неуправляемого, где нет мирного населения, а все — преступники; за приравнивание осетин к палестинским террористам, при этом, как считают осетинские журналисты и аналитики, её описания войны и предшествовавших событий носили пропагандистский, манипулятивный и несерьёзный характер, а некоторые комментарии, сделанные до и после конфликта, фактически содержали призывы к новым агрессивным военным действиям против осетин.
Некоторые российские журналисты и военные эксперты критиковали её за неверные, по их мнению, утверждения об «отрезании» Южной Осетии от России зимой. Этими утверждениями Латынина обосновывала свою точку зрения о спровоцированном Россией, а не заранее спланированном Грузией характере военного конфликта в августе 2008 года, а также за заявление о возможной слежке за ней со стороны южноосетинских властей, которое, по мнению оппонентов, не имело под собой никаких серьёзных оснований: утверждение о возможности определения «сильного южноосетинского акцента» у преследователей, о чём писала Латынина в своём заявлении на сайте радиостанции «Эхо Москвы», вызвало недоверие у её критиков. Однако Латынину поддержал главный редактор радиостанции Алексей Венедиктов:

Да, действительно была проблема, мы об этом говорили. Рассказывать не буду, но очень благодарен тем людям, ребятам из правоохранительных органов, которые, во-первых, прикрыли Юлю в течение нескольких месяцев и, во-вторых, очень профессионально вычислили тех, кто её преследовал, кто за ней ездил с государственными пропусками, но без номеров.
Общенациональная газета Ингушетии «Сердало» опубликовала письмо, подписанное депутатами Народного собрания республики, где Юлию Латынину обвиняли в безответственности и вседозволенности, непрофессионализме и несоблюдении этических норм. С точки зрения депутатов, Латынина занимается пропагандой межнациональной розни и вражды, а её радиопередачи носят заказной, провокационный и клеветнический характер.
В сентябре 2009 года, в десятую годовщину взрывов домов в России историк Юрий Фельштинский, соавтор Александра Литвиненко по книге «ФСБ взрывает Россию», посвящённой конспирологической версии о причинах и организаторах этих взрывов, в открытом письме Латыниной подверг критике её версию о непричастности ФСБ к этим терактам.
Латынина в своих публикациях часто допускает довольно резкие высказывания и радикальные тезисы. В частности, журналист Игорь Яковенко не согласился с мнением Латыниной, высказанным по результатам президентских выборов 2010 года на Украине, что в бедных странах демократия неприменима. Позднее (в 2013 году) он так отозвался о Латыниной: «Юлия Леонидовна известна своей благосклонностью к ФСБ, Кадырову и другим сильным мира сего, а также симметричной нелюбовью ко всяким чудакам-правозащитникам и прочим доходягам и неудачникам».
В программе «Профи» Русской службы новостей 18 июля 2010 года сотрудник Института военной истории министерства обороны Российской Федерации Алексей Исаев подверг критике изложенный Латыниной взгляд на события Великой Отечественной войны и довоенного периода истории Советского Союза 8 мая 2010 года в программе «Код доступа» на радио «Эхо Москвы», отметив, на его взгляд, множество фальсификаций и допущенных ошибок.
В октябре 2010 года представители российского мусульманского сообщества обвинили Юлию Леонидовну в исламофобии и разжигании межконфессиональной розни. По их утверждениям, она делает это в явно оскорбительной манере с подтасовкой фактов. Например, намёки журналистки, что в мусульманском мире якобы сжигаются Библии, вызвали у Гейдара Джемаля возражение, что никакие мусульмане не могут сжигать Библию, так как «Библия для мусульман — это Китаб, Писание».
Публицист, заместитель главного редактора интернет-издания Грани.ру Николай Руденский обвинил Латынину в «странном умилении кровавым варварством», комментируя её высказывания по поводу разных событий, где пролилась кровь и были жертвы. Он раскритиковал взгляды журналистки, которая негативно относится к международному правозащитному движению. По его мнению, Юлия Леонидовна «проповедует культ грубой силы и всё более последовательно отрицает основные принципы современной цивилизации». Главный редактор «Новой газеты» Дмитрий Муратов, комментируя выход в его газете статьи Латыниной с резкой критикой правозащитных организаций, написал, что «Юлия Леонидовна Латынина написала человеконенавистнический текст», который может понравиться Владимиру Путину.
Игорь Ларин, доктор физико-математических наук, по поводу отрицания Латыниной глобального потепления высказал следующее:

Что касается статьи Ю. Латыниной, то смысл её таков: цель учёных не в том, чтобы изучать природу, а в том, чтобы заработать, и если им платить, они готовы лгать направо и налево. Лучше всего платят за страх. Вот они и выдумали глобальное потепление как наиболее оплачиваемую страшилку, хотя всем ясно, что это — полное враньё. На мой взгляд, доказать это положение Ю. Латыниной не удалось.— Игорь Ларин, председатель комиссии по химии атмосферы Межведомственного геофизического комитета при Президиуме РАН
В мае 2010 года адвокат Игорь Трунов подал иск к Юлии Латыниной о защите чести и достоинства. В июне того же года суд отказался удовлетворить иск адвоката.
В 2011 году в «Новой газете» была опубликована статья Латыниной «Европа, ты офигела!». В ней и последующей беседе на радио «Эхо Москвы» Латынина выступала против идеи объединённой Европы, всеобщего избирательного права, социальной справедливости, мультикультурализма, государственного регулирования, утверждая, что все эти ценности являются исключительно социал-демократическими, но не европейскими. Такие позиции вызвали критику у некоторых журналистов и общественных деятелей, в частности журналист Андрей Лошак назвал её взгляды «совершенно дикими и морально устаревшими», а искусствовед Екатерина Деготь отметила расистские обертона и ненависть к низшим социальным классам в статье Латыниной.
После передачи «Код доступа» 7 декабря 2013 года, в которой Латынина заявила в частности, что «система апартеида была одна из возможных систем возвышения чёрной расы», возле редакции «Эха Москвы» прошла серия одиночных пикетов под общим лозунгом «Расизм не пройдет».
Осенью 2020 года Латынина была номинирована на антипремию «Почетный академик ВРАЛ» за популяризацию в наукообразной форме «климатического скептицизма» (отрицание антропогенного характера глобального потепления планеты Земля), однако по результатам народного голосования не вошла в тройку финалистов.

### Интернет-мемы и известные ошибки Латыниной
Некоторые критики указывают на ряд небрежностей в книгах Латыниной и её высказываниях в прямом эфире. Например, в книге «Земля войны» Латынина использовала метафору «Она металась, как стрелка осциллографа». Эта фраза породила соответствующий интернет-мем. Позже Латынина признала, что у осциллографов нет стрелок, заявила, что её ошибки этим не исчерпываются, и поблагодарила за рекламу книги, «потому что я надеюсь, что кто-нибудь вздумает её прочесть и убедиться, что там есть что-то другое, кроме стрелки осциллографа». Вторым мемом, рождённым в произведениях Латыниной, стало слово «кшурупэссенция» (вместо «квинтэссенция»), которое, по всей видимости, стало результатом некорректной работы системы проверки и коррекции правописания. Анна Вражина, написавшая об этом, полагает это слово либо шуткой, либо опечаткой.
Сразу после падения метеорита в Челябинске 15 февраля 2013 года Латынина высказала предположение о том, что это была ракета, выпущенная с соседнего полигона. Заявление Латыниной не осталось незамеченным. Через пару часов текст был удалён с сайта «Новой газеты». На следующий день журналистка заявила, что поторопилась с выводами, и охарактеризовала своё предположение как «абсолютный бред».

## Видео
- Выступление Юлии Латыниной в Институте Катона, 82 мин, (англ.)
- Дискуссия Юлии Латыниной с Владимиром Мединским в передаче «Клинч» (телеканал RTVi, 14.05.2012), 47 мин, (рус.)